# Acantholimon raikoviae
Acantholimon raikoviae är en triftväxtart som beskrevs av Ekaterina Georgiewna Czerniakowska och Minchevskii. Acantholimon raikoviae ingår i släktet Acantholimon och familjen triftväxter. Inga underarter finns listade i Catalogue of Life.